# KHL Junior Draft
Der KHL Junior Draft war eine Veranstaltung der Kontinentalen Hockey-Liga (KHL), bei der die Teams nach Vorbild des NHL Entry Draft die Rechte an verfügbaren Amateur- und Jugendspielern erwerben (to draft = einberufen, einziehen) konnten. Er wurde 2009 eingeführt und 2017 abgeschafft. Zentraler Kritikpunkt war, dass durch den Draft der Anreiz entfiel, Juniorenspieler weiterhin auf höchstem Niveau auszubilden, da die erfolgreichsten Nachwuchsprogramme des Landes (im Gegensatz zum System in Nordamerika) von den KHL-Teams selbst unterhalten werden.

## Format
Die Reihenfolge des Drafts entsprach der umgekehrten Tabelle der Vorsaison. Neu in die Liga aufgenommene Teams durften als letztes wählen. Bei der ersten Veranstaltung im Jahr 2009 wurden insgesamt vier Runden abgehalten. Die teilnehmenden Mannschaften durften alle Spieler zwischen 17 und 21 Jahren wählen, die zum Zeitpunkt der Veranstaltung nicht von anderen Mannschaften geschützt worden waren oder bereits bei einem anderen KHL-Team unter Vertrag standen. Absolventen von Schulen, die mit keinem KHL-Team kooperieren, durften ebenso ausgewählt werden wie Absolventen von Schulen, die mit einem KHL-Team kooperieren, aber nicht Teil einer Juniorenmannschaft des Russischen Eishockeyverbands waren. Die übrigen Mannschaften durften 15 Spieler „schützen“, die somit nicht im Draft ausgewählt werden konnten.

## Austragungen
| Jahr | Ort              | Top-Pick          | Mannschaft                | gewählte Spieler |
| ---- | ---------------- | ----------------- | ------------------------- | ---------------- |
| 2009 | Moskau           | Michail Paschnin  | HK ZSKA Moskau            | 91               |
| 2010 | Moskau           | Dmitrij Jaškin    | HK Sibir Nowosibirsk      | 188              |
| 2011 | Mytischtschi     | Anton Slepyschew  | HK Metallurg Magnitogorsk | 134              |
| 2012 | Tscheljabinsk    | Denis Alexandrow  | SKA Sankt Petersburg      | 166              |
| 2013 | Donezk           | Dmitri Ossipow    | Amur Chabarowsk           | 174              |
| 2014 | Sankt Petersburg | Kirill Kaprisow   | Metallurg Nowokusnezk     | 208              |
| 2015 | Moskau           | Artjom Malzew     | HK Sotschi                | 133              |
| 2016 | Moskau           | Wenijamin Baranow | Admiral Wladiwostok       | 147              |